# الطوق (رواية)
الطوق (رواية) للكاتب الفلسطيني غريب عسقلاني. صدرت الرواية لأول مرة عام 1979، وهي أول رواية تصدر للكاتب غريب عسقلاني، وتكونت من ثمانية فصول، تناول فيها حياة الفلسطينين في مخيمات اللجوء بعد النكبة في ظل وجود الاحتلال الصهيوني.

## حول الرواية
يتمحور موضوع الرواية حول فدائي فلسطيني ويكون هو بطل الرواية، له امرأة حامل، يقوم الاحتلال الصهيوني بسؤالها عن مكان زوجها وهب تُجيب بحالة من الخوف الشديد بأنها لم تقابله ولا تعرفه، ويستمر الاحتلال بتوجيه الأسئلة لها ومن هنا تبدأ أحداث القصة، والمقصود بالطوق المدن الفلسطينية المطوقة بالاحتلال الصهيوني الذي يستمر بالبحث عن زوج المرأة، وهي ترفض الاعتراف، لكن من هو والد الطفل ومن أين جاء الحمل، كان هذا يزيد من القلق والتوتر يوماً بعد يوم، في استمرار الاحتلال بمراقبتها. الرواية تسلط الضوء على الحصار الذي فرضه الاحتلال الصهيوني على مخيم الشاطيء، عندما كان يلاحق عدد من رجال المقاومة الذين تم محاصرتهم هناك.